# كلاوديو غراتسيانو
 كلاوديو غراتسيانو  هو فريق إيطالي وقائد سابق لقوة الأمم المتحدة المؤقتة في لبنان (اليونيفيل)، استلم كلاوديو غراتسيانو منصبه بين عامي 2007-2010.